# Pyrostegia
Genre
Classification phylogénétique
Pyrostegia est un genre de plantes à fleurs de la famille des Bignoniacées. Ce sont des lianes originaires du Brésil, Paraguay, Bolivie, Argentine et Uruguay.
Ce sont des lianes rampantes vivaces à souche ligneuse atteignant 4 à 6 mètres de longueur. Les feuilles sont trifoliées avec une texture de cuir. Les fleurs sont tubulaires de 4 à 6 cm de longueur. Le fruit allongé mesure jusqu'à 30 cm de long. Les fleurs apparaissent en hiver alors que la plupart des autres espèces sont en repos.
Ce genre comprend 17 espèces

## Liste d'espèces
Selon ITIS :
- Pyrostegia venusta (Ker-Gawl.) Miers

### Principales espèces
- Pyrostegia acuminata
- Pyrostegia amabilis
- Pyrostegia cinerea
- Pyrostegia dichotoma
- Pyrostegia ignea
- Pyrostegia intaminata
- Pyrostegia lauta
- Pyrostegia longiflora
- Pyrostegia millingtonioides
- Pyrostegia ornata
- Pyrostegia pallida
- Pyrostegia parvifolia
- Pyrostegia puberula
- Pyrostegia reticulata
- Pyrostegia tecomiflora
- Pyrostegia tubulosa
- Pyrostegia venusta
- Liste complète